# Jacqueline e gli uomini
Jacqueline e gli uomini (Moi et les hommes de 40 ans) è un film del 1965 diretto da Jacques Pinoteau.